# 摩托罗拉Xoom
Motorola Xoom是摩托羅拉行動公司所推出的Android平板電腦，具備10.1吋觸控螢幕，以及Android 3.1（原為3.0）作業系統，於2011年國際消費電子展與Motorola Atrix 4G、Motorola Droid Bionic以及Motorola Cliq 2一起公佈。CNET.com 稱之為2011年「國際消費電子展最佳產品」。